# 코틀레트 스하보비

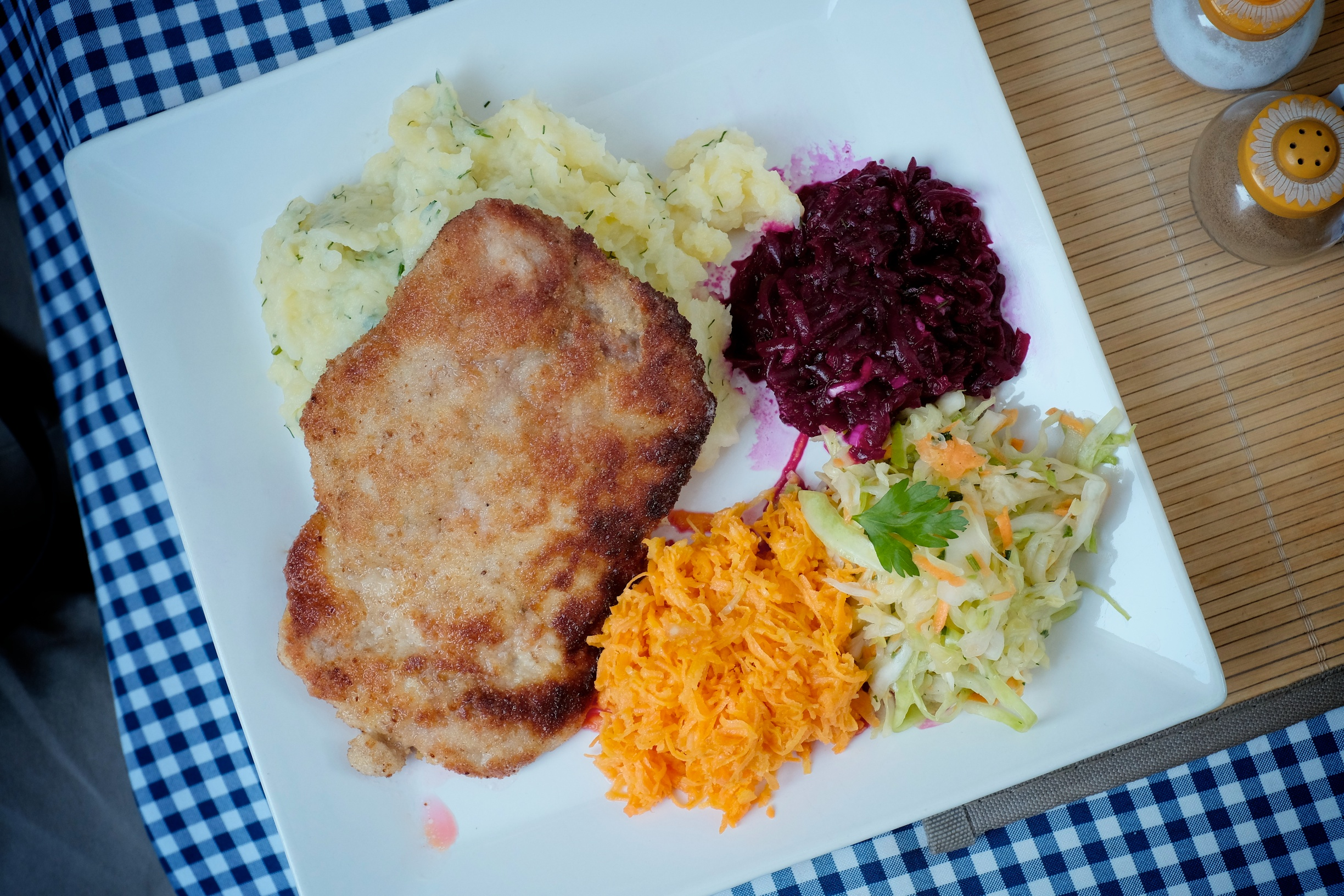

코틀레트 스하보비(Kotlet schabowy)는 폴란드식의 돼지고기 튀김옷 커틀릿이다. 돼지 안심을 방망이로 두드려 펴 연하게 하고 계란물로 빵가루를 입힌 후 프라이팬에서 굽는 식으로 만든다.